# Tadini
 Tadini  falu Horvátországban, Isztria megyében. Közigazgatásilag Kaštelir-Labinci községhez tartozik.

## Fekvése
Az Isztria középnyugati részén, Porečtől 11 km-re, községközpontjától 1 km-re északkeletre, az A9-es autóút mellett fekszik.

## Története
1890-ben 93, 1910-ben 116 lakosa volt. Az első világháború után a rapallói szerződés értelmében Isztria az Olasz Királysághoz került. A második világháború után Jugoszlávia része lett. A település Jugoszlávia felbomlása után 1991-ben a független Horvátország része lett. 2011-ben 65 lakosa volt. Lakói  főként mezőgazdasággal és állattartással foglalkoznak.

## Lakosság
| Lakosság változása | Lakosság változása | Lakosság változása | Lakosság változása | Lakosság változása | Lakosság változása | Lakosság változása | Lakosság változása | Lakosság változása | Lakosság változása | Lakosság változása | Lakosság változása | Lakosság változása | Lakosság változása | Lakosság változása | Lakosság változása |
| ------------------ | ------------------ | ------------------ | ------------------ | ------------------ | ------------------ | ------------------ | ------------------ | ------------------ | ------------------ | ------------------ | ------------------ | ------------------ | ------------------ | ------------------ | ------------------ |
| 1857               | 1869               | 1880               | 1890               | 1900               | 1910               | 1921               | 1931               | 1948               | 1953               | 1961               | 1971               | 1981               | 1991               | 2001               | 2011               |
| 0                  | 0                  | 0                  | 93                 | 90                 | 116                | 0                  | 0                  | 150                | 146                | 122                | 95                 | 88                 | 87                 | 68                 | 65                 |